# 2025年波托马克河撞机事件

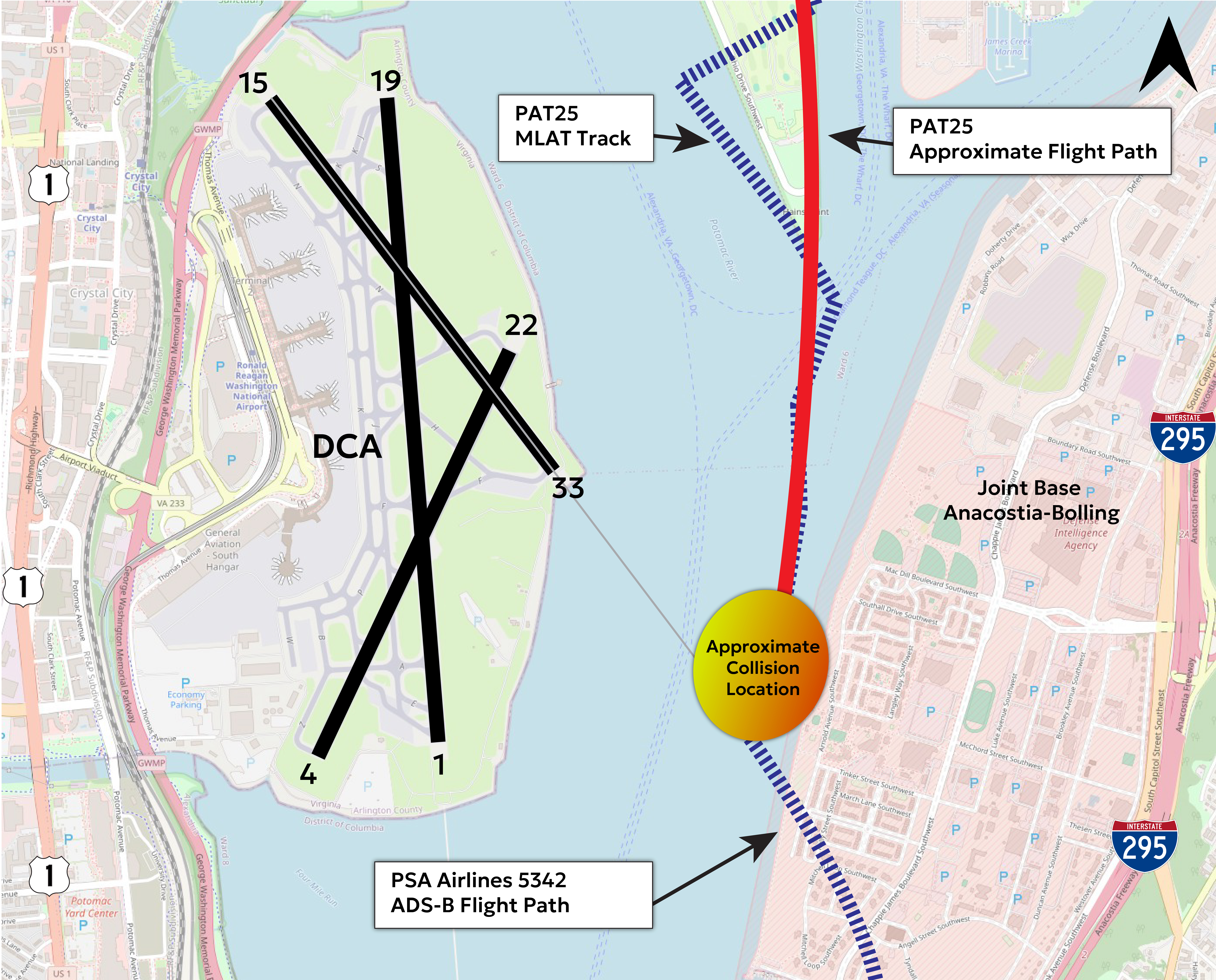
涉事客机与直升机的飞行路线，以及两者大致的碰撞点

2025年1月29日晚上20時48分左右，由PSA航空运营的美鹰航空5342号班机于美国罗纳德·里根华盛顿国家机场降落时，并在晚上8点47分在距离罗纳德·里根华盛顿国家机场33号跑道800米左右与一架美国陆航UH-60直升机相撞，导致两架飞机均坠入波托马克河。
这架庞巴迪CRJ-701ER客机于当日早些时候从堪萨斯州威奇托起飞，机上载有60名乘客与4名机组人员，而美国陆军直升机载有3名机组人员。华盛顿特区消防和急救部门负责人判断，本次事件无人生还。
这是庞巴迪CRJ700系列飞机发生的首起致命事故，也是该系列飞机第三次机身损毁。这也是美国航空自2001年11月21日美国航空587号班机空难以来首起致命空难，自墨西哥國際航空498號班機空難以来美国发生的首次涉及商用客機的空中相撞事件以及自科尔根航空3407号班机空难15年后美国本土再次发生的重大商业客机空难，同時也超過了中國東方航空5210號班機空難成為龐巴迪CRJ系列死亡人數最多的空難。

## 背景

### 涉事飞行器
PSA航空5342号班机，作为美鹰航空的运营航班，从堪萨斯州威奇托出发，原定飞往罗纳德·里根华盛顿国家机场。涉事飞机是一架注册编号为N709PS的庞巴迪CRJ700，这是一种常用于短途至中程航班的支线喷气式飞机。该飞机于2004年10月29日交付给全美航空快运，最初由中大西洋航空运营，并于2005年1月25日转交至PSA航空。在全美航空与美国航空合并后，该飞机于2013年12月9日转至美鹰航空运营。
涉事直升机据报是一架美国陆军的西科斯基UH-60黑鹰直升机，呼号为PAT25。“优先空运”（Priority Air Transport）航班通常用于执行高层行政或VIP运输任务。这架军用直升机从贝尔沃堡起飞，事发时机上载有三名美国士兵。

### 航空安全机构爭議
事故前美國頻繁發生空中接近的危險情況。而在事故發生前一周，川普刚刚解雇了運輸安全管理局局长和航空安全諮詢委員會所有成員。川普曾被警告解雇400名FAA高级官员、TSA负责人和3000名空中交通管制员将危及航空安全。他還將問題根源歸咎於民主黨任內多元政策，然而无论是奥巴马任期还是拜登任期美国本土都没有发生过严重航空事故。在這起墜機事件發生前幾天，美國聯邦航空管理局局長麥克·惠特克剛上任一年就被迫辭職。馬斯克在社群媒體上多次攻擊惠特克，並在推特上寫道「他需要辭職」之後，惠特克於 12 月宣布了離職計劃。美國運輸安全管理局局長戴維·佩科斯基也在几天前被川普解雇。

## 事件经过
在碰撞发生前，根据空中交通管制录音，管制员询问直升机是否目视确认一架CRJ客机，随后直升机机组回复已目视确认该机，并请求实施“目视间隔”措施，获得空管人员批准。空管随即发出指令要求直升机自行从CRJ后方通过。
晚上20時47分，PSA航空5342号航班与美国陆军运营的西科斯基UH-60 “黑鹰” 直升机发生碰撞，直升机随即爆炸，并坠入波托马克河。 事故被约翰·肯尼迪表演艺术中心的一台网络摄像头拍摄到。
碰撞发生时空中交通管制录音中传出明显来自塔台的惊呼声。录音显示另一机组目击了事故过程。有飞行员报告称他们在短五边时，观察到波托马克河对岸出现了闪光。进近管制随后确认两架航空器均坠入河中。
庞巴迪CRJ701ER客机在波托马克河上“断成两截”，而直升机则翻倒在河中，坠毁地点靠近失事的客机。

## 罹难者

### 乘客与机组人员
經查，事发时美鹰航空的客机上共有60名乘客和4名机组成员，美国陆军直升机上载有3名陆军官兵。数小时内，执法官员和相关消息来源证实，事故已造成人员死亡，并有遇难者遗体被打捞出波托马克河。
据CBS新闻报道，截至晚上11点30分，至少有19具尸体被找到。截至凌晨2点50分，尚未有幸存者的报告，搜救行动被描述为“愈加严峻”。在1月30日上午7时30分的新闻发布会上，华盛顿特区消防局局长约翰·唐纳利表示至少已有28具遗体被找到，其中27具来自客机，1具来自直升机。他还表示，救援人员认为無人生還。
美国军方公布了黑鹰直升机上三名机组人员中两名的身份：来自密西西比州诺克苏比县的飞行员、二级准尉安德鲁·伊夫斯（Andrew Eaves）和来自佐治亚州格威内特县的29岁的机组长瑞恩·欧哈拉（Ryan O'Hara）。

### 花样滑冰隊再遇事故
美国花样滑冰协会证实，机上载有十多名从在威奇托举办的美国花样滑冰锦标赛國家發展訓練營回家的教练，运动员与其亲属。其中以培養奪獎好手聞名的花样滑冰波士頓俱樂部，曾在1961年同樣遭遇重大航空意外，當時出賽歐洲的美國代表隊無人生還，而此次空難中該會聲明表示，確認俱樂部其中的6位成員乘坐了該趟事故航班，包含兩名俄籍前世界冠軍叶夫根尼娅·希什科娃、瓦季姆·瑙莫夫在內等人不幸罹難。美国前花样滑冰选手尼古拉斯·拉罗什表示，自从1961年的空难后，很少出现多名美国花样滑冰选手乘坐同一航班的情况。

## 后续

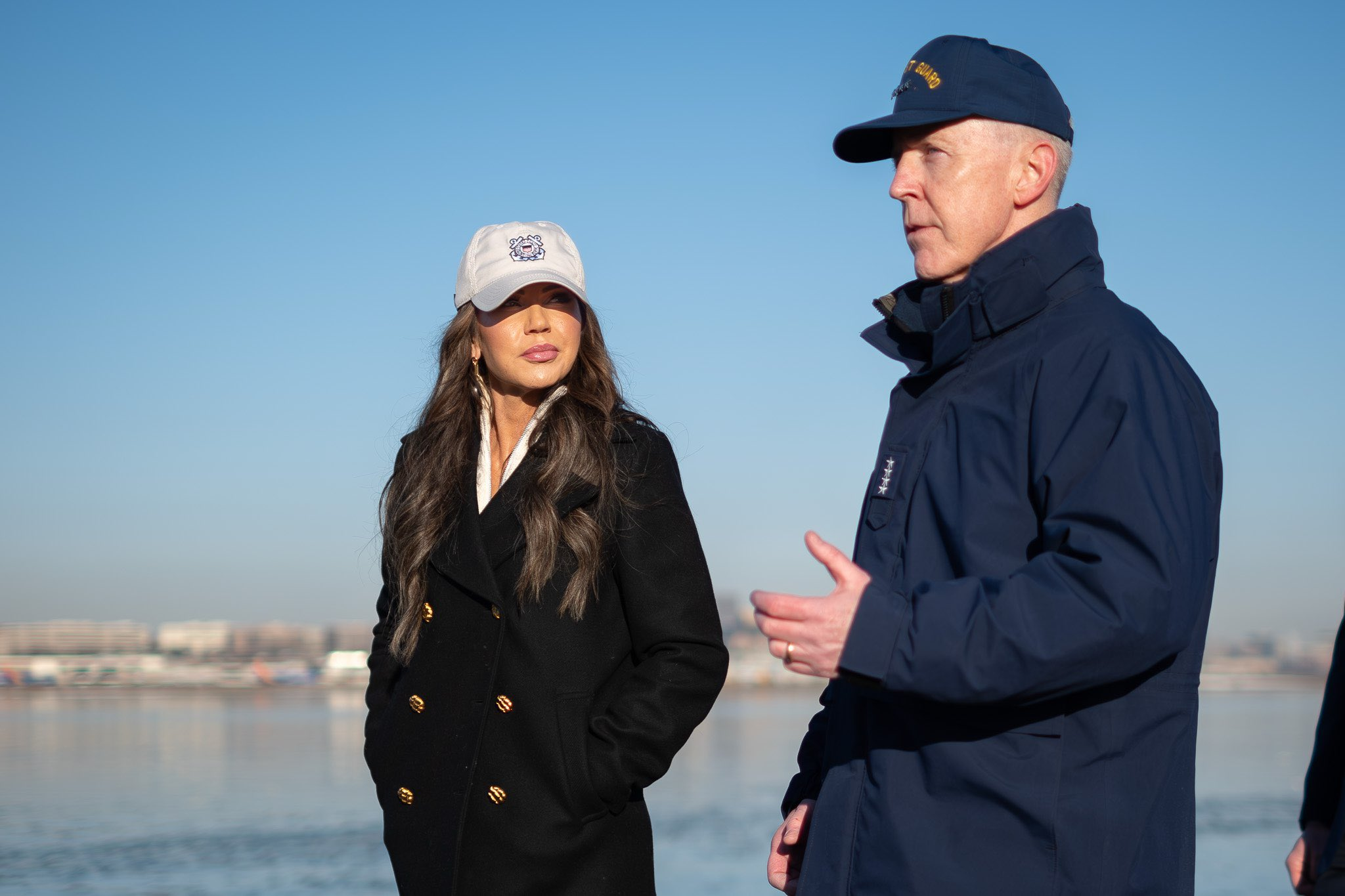
美國國土安全部長克麗絲蒂·諾姆和代理美國海岸防衛隊司令凱文·倫迪監督救援工作（2025年1月30日）

事故发生后不久，华盛顿国家机场的空中交通管制员迅速将航班改道至周边机场，包括华盛顿杜勒斯国际机场和巴尔的摩/华盛顿国际机场。华盛顿国家机场将被一直关闭到1月30日上午11時。
事故最早于晚上20時53分被报告给哥伦比亚特区都会警察局。现场随即部署了包括特区消防与紧急医疗服务局在内的救援人员。消防艇被派往波托马克河的坠机地点，以搜寻受害者和幸存者。初步救援报告显示，救援人员已发现部分遇难者。马里兰州警察也派遣潜水员前往事故现场。
此外，周边多个单位的航空单位均被调遣，以协助搜索工作。庞巴迪客机在救援行动期间沉入7英尺（2.1）深的水中。救援行动受到低温和冰冻的影响，事故地点最近的浮标记录的水温为35 °F（2 °C）。
华盛顿都会区交通局派遣了“供暖巴士”以协助救援工作，并延长了华盛顿地铁银线的运营时间。数艘由CityCruise运营的商业游艇从华盛顿帆船码头驶向坠机地点，协助搜索和救援任务。
联邦调查局（FBI）官员表示，该机构将协助救援行动，目前没有迹象表明事故与恐怖主义或犯罪活动有关。
1月31日，美航停用“5342”航班号，原航班变更为5677。

## 事故调查
美国国家运输安全委员会 (NTSB)、美国联邦航空管理局 (FAA)、美国国防部和美国陆军宣布将对此次碰撞事件展开调查。NTSB 已安排调查小组前往事故现场。联邦调查局 (FBI) 也表示将协助调查。然而，没有发现任何恐怖主义或犯罪活动的迹象。由于庞巴迪 CRJ700 客机是在加拿大设计和制造的，加拿大运输安全委员会 (TSB) 派出了两名调查员协助调查。 1 月 30 日晚，5342 航班的飞行记录器（“黑匣子”）从残骸中被打捞出来，并被送往 NTSB 实验室进行评估。直升机的飞行记录仪于 1 月 31 日被找到。
据美国国家运输安全委员会（NTSB）称，撞击时直升机的无线电高度为 278 英尺（85 米）。里根国家机场要求该航线上的直升机必须保持在平均海平面以上 200 英尺（61 米）或以下。美国国家运输安全委员会正在调查气压高度表向直升机机组人员显示的高度，而飞行记录器并未记录该高度。调查人员通常会根据飞行记录器记录的气压高度来计算向机组人员显示的气压高度，但调查人员认定该数据无效。
7月30日，美国国家运输安全委员会公布事故调查结果，涉事军方直升机飞行高度超過了规定的限制。

## 反应

### 航空
美国航空首席执行官罗伯特·伊索姆 (Robert Isom) 在航空公司制作的一段视频声明中表示，这架客机的飞行员经验丰富。 美国航空还为 5342 航班乘客家属开通了热线。
切斯利·“萨利”·萨伦伯格是一名航空安全专家，也是 2009 年在哈德逊河迫降的全美航空1549号班机的飞行员，他主张设立更多的安全区并限制飞行路线.

### 国内反应
美国航空为5342航班乘客的家属开通了热线。美国国家运输安全委员会（NTSB）已组建调查小组，准备前往事故现场。空乘人员协会（Association of Flight Attendants）确认，事故航班上共有两名会员。美国航空首席执行官罗伯特·艾索姆（Robert Isom）就事故发布了视频声明。
美国总统唐纳德·特朗普在碰撞发生后不久便收到简报。他表示，他已“全面了解”周三晚上里根国家机场附近一架客机与一架陆军黑鹰直升机相撞的情况。特朗普在声明中写道，“愿上帝保佑他们的灵魂。感谢我们的急救人员所做的出色工作”。在后续的白宫新闻发布会上，特朗普在没有提供任何证据的情况下表示，拜登政府推行的多元、平等和包容（DEI）政策导致航空管制员的标准过于宽松。当记者要求提供证据时，特朗普回应称调查才刚刚开始，并指责一名记者“过早下结论”。随后他又将事故归咎于美军直升机飞行员，他表示直升機飛的過高，導致與客機相撞。
副总统J·D·万斯请求为事件中的相关人员祈祷。前日宣誓就任运输部长的肖恩·达菲（Sean Duffy）表示，他正在美国联邦航空管理局（FAA）总部监督事态发展，并称这场灾难“绝对”可以避免。堪萨斯州参议院罗杰·马歇尔（Roger Marshall）和杰瑞·莫兰（Jerry Moran）表示，他们正就撞机事件与当局沟通。机场所在的弗吉尼亚州第八国会选区的美国众议员堂·拜尔表示，他正就坠机事件与机场官员联系。美国国防部长皮特·赫格塞思表示，该直升机正在进行“年度能力训练飞行”，其机组“富有经验”，且备有夜视镜。
堪萨斯州参议员罗杰·马歇尔和杰里·莫兰表示，他们正在与有关当局就此次碰撞事件进行沟通。維珍尼亞州第八國會選區（机场所在地）的美国众议员唐·拜尔表示，他正在与机场官员就此次坠机事件保持联系。美国众议院院长迈克·约翰逊发表声明称，他对此次空中相撞事件“深感悲痛”。华盛顿特区市长穆丽尔·鲍泽为“所有相关人员”祈祷。

#### 爭議與反彈
总统川普在演講中批評前運輸部長彼得·布塔朱吉。布塔朱吉表示，川普的說法是卑鄙的，他應該「領導，而不是撒謊」。明尼蘇達州眾議員伊爾汗·奧馬爾抨擊川普「將這次致命的坠机事件歸咎於少數族裔和白人婦女」，並表示川普的評論「令人噁心、帶有種族歧視和性別歧視」。來自紐約的參議院少數黨領袖查克·舒默也批評川普的言論，稱其為「毫無根據的的猜測」。馬裡蘭州參議員克里斯·范荷倫批評川普，稱他「利用這場可怕的悲劇來做政治秀」。萨利·萨伦伯格回應川普稱“飛機不可能知道或關心”飛行員的種族或性別，而只關心“控制輸入是什麼”，他對川普的言論感到“厭惡”。 康乃狄克州參議員克里斯·墨菲表示，川普「在沒有任何證據的情況下，指責黑人和在聯邦航空管理局工作的女性」。加西亞 (Chuy García)表示，川普“利用災難繼續傳播種族主義謊言以及全國各地的分裂。

### 国际反应
此次事故因波及花样滑冰选手及教练而同样引发国际体坛关注。国际奥林匹克委员会主席托马斯·巴赫表示“对这场悲惨的空难深感悲痛，并向所有受影响的人表示衷心的同情。”2025年欧洲花样滑冰锦标赛主办方也在1月30日的双人滑自由滑阶段开赛前进行短暂的默哀仪式，以悼念事故中罹难的人员，国际滑冰联盟发言人也表示整个花样滑冰界都此事感到悲痛。
俄罗斯驻美大使馆向事故中遇难的俄罗斯公民家属表示慰问。中华人民共和国驻美大使馆1月30日表示事故中有两名中国公民遇难。中华人民共和国外交部表示“对遇难者表示沉痛哀悼。要求美方及时通报搜救进展，中方将为遇难中国公民家属处理善后提供必要协助。”教宗方济各向白宫发送唁电，对此次空中相撞事故的遇难者表示哀悼。

### 类似事故
- 休斯西部航空706號班機空難，1971年一起同为美国民航客机与美国军用飞行器相撞的事故
- 佛罗里达航空90号班机空难，1982年另一起坠入波托马克河的民航空难
- 查基達里撞機事件，1996年发生的空中相撞事故，也是航空史上最嚴重的空中相撞空難。